# Піта синьокрила
Піта синьокрила (Pitta moluccensis) — птах, що належить до родини пітових. Поширений в Австралії та Південно-Східній Азії.

## Опис
Сягає 18 см завдовжки. Черево жовтого кольору. Голова брунатна з більш темними смугами на рівні очей. Спина зелена з блакитним передрам'ям та чорно-білими крилами. Pitta moluccensis здебільшого живиться хробаками та комахами, полюючи на них на землі або з низьких гілок чи з висоти. Також живиться равликами з твердим панциром.

## Поширення
Зустрічається у Брунеї, Камбоджі, Китаї, Індії, Індонезії, Лаосі, Малайзії, М'янмі, Філіппінах, Сингапурі, Таїланді та В'єтнамі. Перелітний птах в Австралії, на Острові Різдва та Гонконзі. Мешкає в субтропічних та тропічних вологих низовинних лісах.

## Галерея

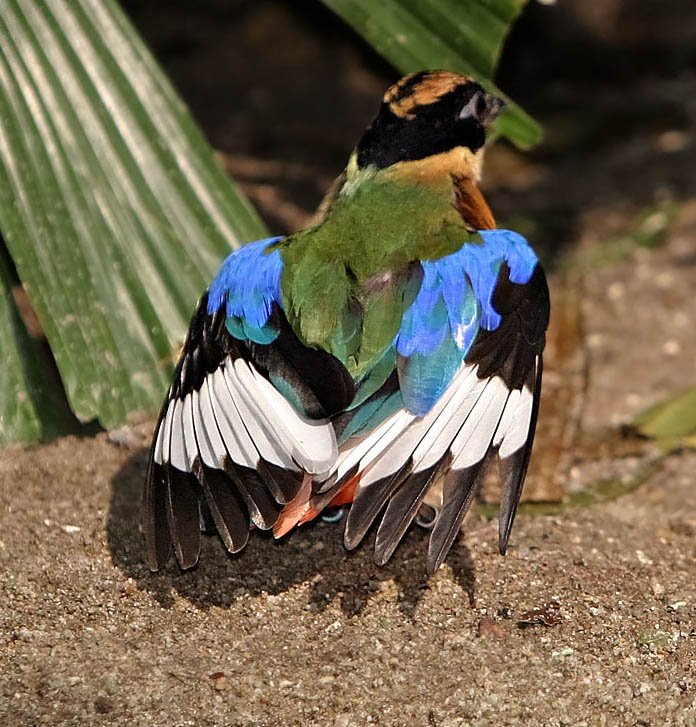
Pitta moluccensis розпростер крила
- Спів